# 孔雀翎

《孔雀翎》，天地圖書出版社版本，1997年出版

《孔雀翎》為古龍晚期小說，為《七種武器》之二。列為1974年2月南琪《武林七靈》之二。

## 內容簡介
古龍在書末說：「所以我說的第二種武器，並不是孔雀翎，而是信心！」
據小說所載，天下的暗器最成功但最可怕的就是孔雀翎。
孔雀翎是個由純金鑄成的圓筒，上面有兩個樞紐，一按筒裡的暗器便飛射而出，暗器發出來就美麗得像孔雀開屏一樣，燦爛輝煌。然而，就在你看得目瞪口呆時，它已經要了你的性命。
孔雀山莊有賴孔雀翎，數百年來一直屹立江湖，威風八面。到秋鳳梧之父秋一楓的年代，孔雀翎竟被遺失在泰山之巔，但江湖中未有人得知，秋鳳梧誓要保護這個秘密，才能保障孔雀山莊的聲譽。在最終得到了信心以及失去了信心的变化，暗喻了真正變化的或許才是失去信心的一方。
劇情時序於霸王槍之前。

## 主要人物
- 高立：一名刺客，使雙槍，他只是「青龍會」一個分舵的一員，但他也是一個頂天立地的男子。他的一生雖然無奈失落，但他找到了一個深愛著他而且善解人意的女子 -- 雙雙。
- 雙雙：《孔雀翎》中的女主角，是一個瞎子，一個發育不全的畸形兒，但她卻擁有比其他正常人健全而且偉大的心。由始至終充滿著信心，為使她的愛人能夠幸福快樂。

## 次要人物
- 秋鳳梧：即「小武」，孔雀山莊少主人(第十四代)，秋一楓之子，高立出生入死的好朋友。
- 金開甲：人稱「大雷神」，擅使「風雷神斧」，絕技為「重樓飛血」。
- 麻鋒：人稱「陰魂劍」，青龍會七月十五的劍客，被小武擊敗兩年後向高立展開復仇。
- 西門玉：人稱「幽冥才子」，七月十五的首領。
- 丁幹：青龍會七月十五的殺手。
- 湯野：青龍會七月十五的殺手。
- 馬鞭：青龍會七月十五的殺手。
- 毛戰：青龍會七月十五的殺手。
- 百里長青：人稱「遼東大俠」，遼東“長青嫖局”總標頭。
- 鄧定侯：人稱「神拳小諸葛」，中原“鎮遠鏢局”的主人，曾為少林俗家弟子中的佼佼者，擅使百步神拳，武功不在少林寺四大護法長老之下。
- 西門勝：人稱「乾坤筆」，“振威鏢局”總鏢頭，武功在鄧定侯之上。

## 小說目錄
1. 五刺客
2. 雙雙
3. 命運
4. 故人情重
5. 不是結局

## 改編電影
- 1980年，台灣，《劍氣蕭蕭孔雀翎》，導演：張鵬翼，七種武器之孔雀翎
- 1994年，香港TVB，《箭侠恩仇》（改动较大，但故事原型脱胎于《孔雀翎》）

## 电视剧
- 中国大陆电视剧《七种武器之孔雀翎》是由李达超执导，释小龙，穆婷婷主演的武侠电视剧，于2011年1月2日在中央电视台综合频道上午剧场播出。该剧讲述两位杀手背叛组织，结为生死之交。其中一位回归家族，另一位归隐农田。之后组织派出最强杀手前来灭门，于是展开了殊死搏斗。

## 外部連結
- 七種武器網上閱讀（繁體）
- 七種武器網上閱讀（簡體）（页面存档备份，存于）
- 孔雀翎—永恆的光芒—
- 神兵暗器
- 高立
- 雙雙
- 秋鳳梧